# Pliotrema warreni
Pliotrema warreni Regan, 1906 è una specie di pesce cartilagineo marino appartenente alla famiglia Pristiophoridae. Per anni considerata l'unica ascritta al genere Pliotrema, dal 2020 le vennero affiancate P. annae e P. kajae Weigmann, Gon, Leeney & Temple, 2020.

## Areale e habitat
Vive nelle acque subtropicali dell'Oceano Indiano, tra il 23º ed il 37º parallelo S, a profondità comprese tra 60 e 430 metri.

## Descrizione

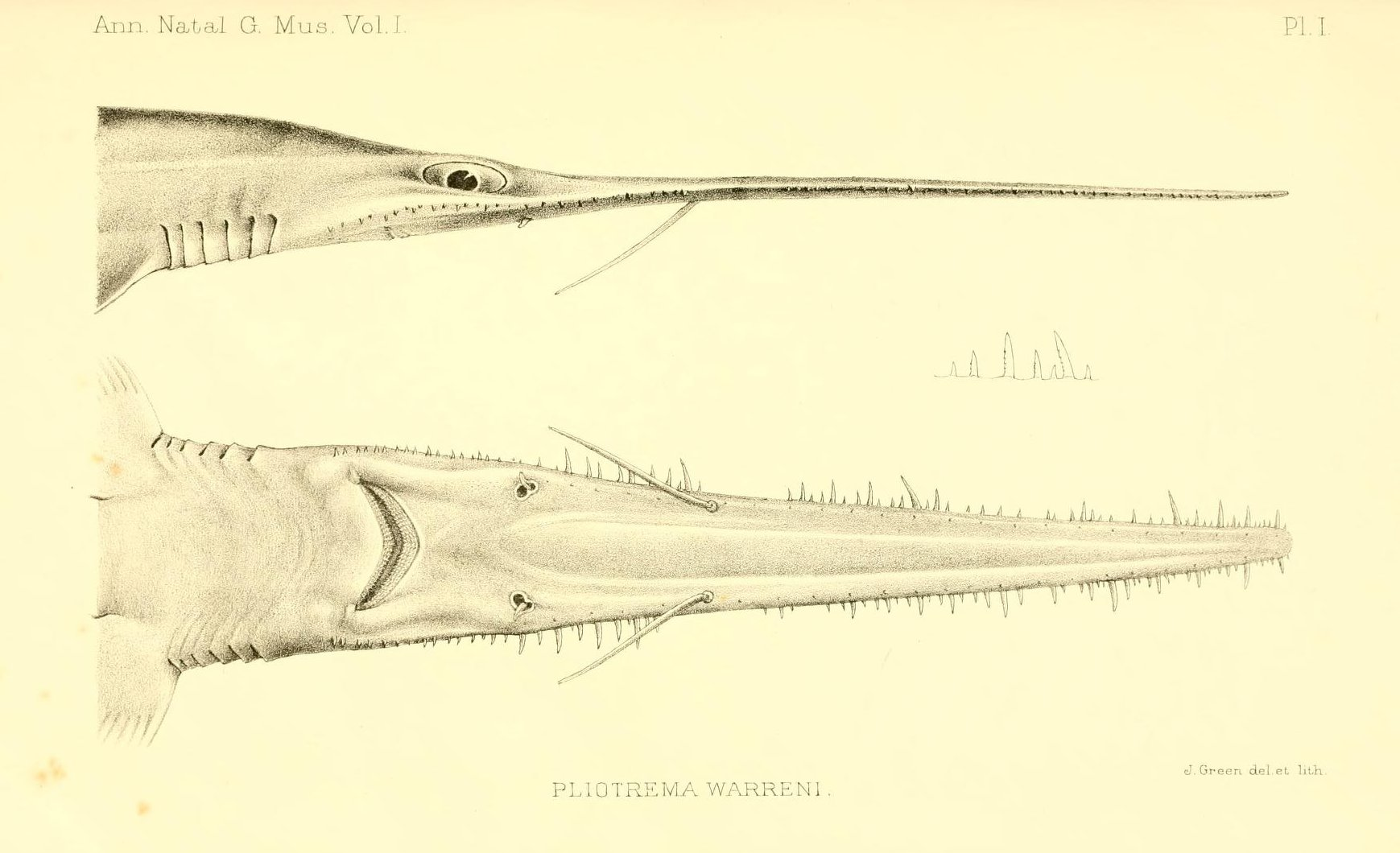
Dettaglio della testa in una tavola di Charles Tate Regan.

La lunghezza è di circa 1,7 metri. Questa specie è l'unica con il muso a sega e sei paia di fessure branchiali. Il colore è marroncino chiaro sul dorso e bianco sul ventre.

## Riproduzione
La specie è ovovivipara e la madre mette al mondo da 5 a 7 cuccioli per volta.

## Alimentazione
Utilizza probabilmente la sega per stordire ed uccidere le prede. Si nutre principalmente di pesci ossei, ma anche di gamberi, e seppie.

## Interazioni con l'uomo
Oggetto di pesca sportiva, questo squalo non è aggressivo nei confronti dell'uomo.